# Loma Bonita kommun
Loma Bonita är en kommun i Mexiko.   Den ligger i delstaten Oaxaca, i den sydöstra delen av landet, 400 km öster om huvudstaden Mexico City.
Följande samhällen finns i Loma Bonita:
- Loma Bonita
- San Benito Encinal
- La Soledad
- Mixtán
- El Paraíso Zacatal
- General Francisco Villa
- 20 de Noviembre
- Mulato Viejo
- La Capilla
- Celestino Gasca Villaseñor
- Arroyo la Palma
- Santa Sofía Loma Bonita
- 27 de Febrero
- Zacatixpam
- Artículo Sesenta y Cinco Reforma Agraria
- Santa Sofía Río Playa